# Merenre Nemtyemsaf I
Merenre Nemtyemsaf I là vị pharaon thứ tư của Vương triều thứ 6 thuộc Ai Cập cổ đại. Ông là con trai của Pepi I và khi cha qua đời, Merenre lên ngôi và cai trị trong khoảng 2283-2278 TCN.

## Tiểu sử
Merenre là con trai của Pepi I với Ankhesenpepi I, và là cháu ngoại của nữ tể tướng Nebet với chồng bà là Khui.
Trước năm 1995, Merenre Nemtyemsaf từng được cho là đã đồng nhiếp chính trong một thời gian ngắn với vua cha của ông, Pepi I Meryre trước khi ông tự mình cai trị, tuy nhiên khi văn kiện biên niên sử trên tấm Bia đá Nam Saqqara được công bố bởi Vassil Dobrev và Michel Baud, chúng ta biết được rằng Merenre đã trực tiếp kế vị vua cha và không có bất cứ giai đoạn gián đoạn hay đồng trị vì nào. Văn kiện bị hư hại nặng nề này còn lưu giữ lại ghi chép về năm cuối cùng của Pepi I - năm diễn ra lần kiểm kê thứ 25 của ông ta và tiếp nối ngay lập tức là năm diễn ra lần kiểm kê đầu tiên của Merenre. Merenre đã cùng chia sẻ niềm đam mê đối với Nubia của vua cha và tiếp tục khám phá sâu hơn vào vùng đất này. Ông cũng đã bắt đầu một quá trình củng cố hoàng gia, bổ nhiệm Weni làm thống đốc đầu tiên của toàn bộ Thượng Ai Cập và mở rộng quyền lực của một số thống đốc khác. Trước kia ông từng được cho là đã qua đời khi còn trẻ tuổi, thế nhưng các bằng chứng khảo cổ học được phát hiện gần đây đã phản bác giả thuyết này. Hai đồ vật cùng thời gợi ý rằng triều đại của Merenre đã kéo dài nhiều hơn một thập kỷ một chút. Bia đá biên niên sử Nam Saqqara lưu giữ năm của ông sau lần kiểm kê gia súc thứ 2 trong khi năm của Merenre sau lần kiểm kê gia súc thứ 5 (năm thứ 10 nếu các lần kiểm kê là hai năm một lần) được chứng thực trong một dòng chữ khắc ở mỏ đá từ bản khắc Hatnub số 6, theo như Anthony Spalinger.
Những con dấu hoàng gia của vương triều thứ 6 và những khối đá được tìm thấy tại Saqqara cho chúng ta biết rõ rằng dì của Merenre, nữ hoàng Ankhesenpepi II, là vợ của cả Pepi I và bản thân Merenre. Bởi vì tấm bia đá Nam Saqqara cho thấy rằng triều đại của Merenre nằm giữa triều đại của Pepi I và Pepi II và đã kéo dài tối thiểu là nhiều hơn một thập kỷ một chút, điều này ngụ ý một cách gián tiếp rằng Merenre I mới thực sự là cha của Pepi II, thay vì là Pepi I. Người con gái của Merenre là Ankhesenpepi III còn là vợ tương lai của Pepi II.